# Viktóriya Listunova
Viktóriya Víktorovna Listunova –en ruso, Виктория Викторовна Листунова– (Moscú, 12 de mayo de 2005) es una deportista rusa que compite en gimnasia artística.
Participó en los Juegos Olímpicos de Tokio 2020, obteniendo una medalla de oro en la prueba por equipos (junto con Liliya Ajaimova, Anguelina Melnikova y Vladislava Urazova). Ganó una medalla de oro en el Campeonato Europeo de Gimnasia Artística de 2021, en el concurso individual.

## Palmarés internacional
| Juegos Olímpicos   | Juegos Olímpicos | Juegos Olímpicos | Juegos Olímpicos     |
| Año                | Lugar            | Medalla          | Prueba               |
| ------------------ | ---------------- | ---------------- | -------------------- |
| 2020               | Tokio (Japón)    | Medalla de oro   | Concurso por equipos |
| Campeonato Europeo |                  |                  |                      |
| Año                | Lugar            | Medalla          | Prueba               |
| 2021               | Basilea (Suiza)  | Medalla de oro   | Concurso individual  |